# Kayak Bay
Die Kayak Bay (englisch für Kajakbucht) ist eine Bucht an der Ostküste der Brabant-Insel im Palmer-Archipel vor der Westküste des antarktischen Grahamlands. Sie ist 2,5 km breit und grenzt an die Pampa-Passage. Der Mackenzie-Gletscher münden in diese Bucht. 
Teilnehmer der Belgica-Expedition (1897–1899) des belgischen Polarforschers Adrien de Gerlache de Gomery kartierten sie 1898 grob. Eine detailliertere Kartierung nahmen Wissenschaftler einer von 1947 bis 1948 durchgeführten argentinischen Expedition vor. Das UK Antarctic Place-Names Committee benannte sie 1986 in Erinnerung an die Umrundung der Brabant-Insel per Seekajak im Februar 1985 durch Teilnehmer British Joint Services Expedition (1984–1985), die dabei auch diese Bucht befuhren.